# La Vie de famille (film, 1971)
Pour les articles homonymes, voir La Vie de famille (homonymie).
Pour plus de détails, voir Fiche technique et Distribution.
La Vie de famille (Życie rodzinne) est un film polonais réalisé par Krzysztof Zanussi, sorti en 1971.

## Synopsis
Un jeune ingénieur rentre chez lui après des années et décide de s'occuper de sa famille : son père alcoolique, sa tante aigrie et sa sœur dépressive.

## Fiche technique
- Titre : La Vie de famille
- Titre original : Życie rodzinne
- Réalisation : Krzysztof Zanussi
- Scénario : Krzysztof Zanussi
- Musique : Wojciech Kilar
- Photographie : Witold Sobociński
- Montage : Urszula Sliwinska
- Société de production : Film Polski
- Pays :  Pologne
- Genre : Drame
- Durée : 88 minutes
- Dates de sortie : 
  -  Pologne : 24 septembre 1971

## Distribution
- Maja Komorowska : Bella Braun
- Halina Mikolajska : Jadwiga
- Jan Kreczmar : le père de Wit et Bella
- Jan Nowicki : Marek Sobota
- Daniel Olbrychski : Wit Braun
- Jerzy Bińczycki
- Barbara Kobrzynska
- Wladyslaw Kornak
- Anna Milewska : Tlumaczka
- Anna Nehrebecka
- Barbara Soltysik : Kreslarka
- Karol Strasburger

## Distinctions
Le film a été présenté en sélection officielle en compétition au Festival de Cannes 1971.